# Elaura Cieslik
Pour les articles homonymes, voir Cieslik.
Elaura Cieslik est une jockey française.

## Biographie
En août 2017, elle rejoint l'écurie de Christophe Escuder après avoir été formée à l'école des courses française. Elle connaît une première saison compliquée en raison de problèmes de poids, puis remporte ses premières victoires majeures en 2018,,.
Elle se fait connaître en juin 2018 alors qu'elle frôle la chute au cours d'une course, parvient à reprendre l'équilibre alors que la selle a glissé sous le corps du cheval, et gagne sa course,,.
En septembre 2018, elle remporte la réunion de Lyon-Parilly.
Elle est régulièrement nommée aux côtés de Mickaëlle Michel et Marie Vélon en tant que révélations féminines de l'année 2018.